# Transformers: Galaxies
Transformers: Galaxies es una serie de cómics de antología de IDW Publishing. Es un spin-off de la serie Transformers de 2019, que presenta varias historias sobre muchos otros personajes fuera de la historia principal.
La serie comenzó el 25 de septiembre de 2019 y concluyó el 30 de diciembre de 2020.

## Historia de publicación

### Antecedentes
IDW Publishing anunció por primera vez Transformers el 18 de diciembre de 2018. El título fue escrito por Brian Ruckley, e inicialmente fue ilustrado por Angel Hernández y Cachét Whitman (reemplazando a Ron Joseph), y comenzó a publicar números dos veces al mes desde marzo de 2019. Ruckley describió la oportunidad de escribir como un "privilegio", y declaró que el título sería una gran oportunidad para que los nuevos lectores se familiaricen con el universo y los personajes de la franquicia Transformers, que él describe como el "más grande [y] mejor que la ciencia ficción tiene que ofrecer".

### Desarrollo
Transformers: Galaxies se anunció por primera vez en junio de 2019, con el primer arco de la historia basado en los Constructicons, y está escrito para ser escrito por el cofundador de Vox Media, Tyler Bleszinski, con arte de Livio Ramondelli, y se lanzará en septiembre de 2019.
Bleszinski dice que ha "soñado con el día en que de alguna manera podría estar involucrado en el universo de Transformers. Humanizar a los Constructicons en una historia de origen renovada con Livio Ramondelli, uno de los artistas de Transformers más talentosos de la historia, será uno de los mejores momentos de mi vida y me dará la oportunidad de compartir mi pasión por estas increíbles creaciones con la generación de mis hijos. Este es realmente un sueño hecho realidad ". Según el editor de IDW, David Mariotte, "Transformers: Galaxies profundiza en lo que está sucediendo lejos de Cybertron. Tyler y Livio están trabajando en una historia sobre promesas incumplidas y futuros perdidos, sobre aquellos que se quedan en el camino para mantener una utopía".

## Argumento

### Capítulos 1–4
Después de que terminó la Guerra de la Threefold Spark, Termagax reclutó a los Constructicons (Scrapper, Bonecrusher, Scavenger, Mixmaster, Hook y Long Haul) para reconstruir las ciudades dañadas, a pesar de que Wheeljack insistió en demoler esos edificios de forma permanente. Con el tiempo, los Constructicons encontraron el Enigma de Combinación en el Campo de Remaches, permitiéndoles combinarse en un "Combinador", pero a costa de perder inicialmente el control. Termagax le pide a Scrapper y a los demás que se concentren en sus deseos internos, para que puedan tener control sobre sí mismos durante la Combinación. Tiempo después, los Constructicons continúan con sus deberes en el planeta Mayalx, mientras se preocupan por cómo otras personas les tienen miedo. Mientras tanto, Bombshell los mira en secreto, ya que tiene una agenda oculta para ellos.
Mientras los Constructicons intentan enfocarse en el entrenamiento en un intento de controlar su Combinación, Bombshell (que trabaja para The Rise) aprovecha para contarles sobre su origen: Bombshell y sus socios Insecticon fueron forjados con un apetito imparable por las materias primas, por lo que fueron enviados a metabolizar Energon para Cybertron. Se les prometió ser celebrados y recompensados, pero cuando sucedió la Guerra, los Insecticons consumieron Transformadores muertos, lo que provocó que el Senado actual les tuviera miedo. Entonces el Senado envió a los Insecticons a una colonia remota, sin ninguna promesa de regresar a Cybertron. Bombshell también insiste en que los Constructicons fueron enviados por esa misma razón, y él les promete libertad.
Hace mucho tiempo, los Constructicons ayudaron al Senado a construir la mayoría de los edificios de Cybertron, a pesar de ser escépticos al principio. A pesar de perder el control de su combinación varias veces, se ganaron la confianza del Senado. Después de la Guerra, Nominus Prime les ordena buscar nuevas reservas de Energon en el planeta Mayalx, a costa de abandonar Cybertron.
Los Constructicons están decepcionados de cómo Cybertron los abandonó por miedo y se combinan en "Devastator" al usar Energon inestable suministrado por los Insecticons. Devastator destruye la estatua de Nominus Prime y mata a varios guardias de seguridad. Los Insecticones se aprovechan de los cadáveres de las víctimas. Varios ciclos después, los Constructicons recogieron Energon de Cybertron y lo entregaron a The Rise, y Shockwave los dejó en otro lugar, con la esperanza de reclutarlos en el futuro. Los Constructicons ahora sienten el mismo miedo que los Cybertronianos tenían contra ellos, pero también admiten que ahora son libres.

### Capítulos 5–6
En el planeta Probat, Deathsaurus ha hecho su rutina como embajador del planeta para recoger Energon para el Senado. Un día, él necesita Cliffjumper para sustituir temporalmente a Bumblebee como parte de una reunión con Natalus, el capataz de los Probats. Mientras Bumblebee ayudó a los Probats a instalar una refinería Energon en el pasado, esas personas literalmente lo adoran. Por lo tanto, cuando llega Cliffjumper, los Probats lo confunden con Bumblebee, lo que le recuerda todos sus malentendidos anteriores debido a su apariencia similar. Sin embargo, Cliffjumper se entera de que los Probats han evolucionado después de haber estado expuestos a Energon, y han estado utilizando sus propios desechos orgánicos para cosechar nuevos suministros de Energon; por lo tanto, solo Deathsaurus usa la refinería para proporcionar cristales de Energon. Al mismo tiempo, Deathsaurus descubre que Natalus estaba escondiendo otros cubos de Energon en caso de un desastre y lo mata como castigo. Cuando Cliffjumper llega, le dice a Deathsaurus sobre el Energon hiper refinado, pero se sorprende por los motivos de este último de matar a los Probats para crear más Energon para él. Tras esta revelación, Deathsaurus amenaza a Cliffjumper para que lo ayude.
Cuando Cliffjumper amenaza con informar al Senado sobre sus acciones, Deathsaurus lo empuja directamente a través de una pared hasta dejarlo inconsciente. Deathsaurus aprovecha la ventaja para exponer públicamente la identidad de Cliffjumper y enmarcarlo por el asesinato de Natalus. Después de escapar de una mafia equivocada de Probats, Cliffjumper conoce a una joven Probat que le cuenta lo que sucedió en el pasado: cuando Cybertron colonizó Probats, los nativos se vieron obligados a despojarse de sus alas. Luego cree que Cliffjumper es inocente y lo ayuda a encontrar a Deathsaurus, que planea quemar las varias chimeneas de los Probats y robar sus cristales de Energon, por lo que cuando la ciudad se reconstruya, repetirá la misma acción para cada megaciclo. Durante su pelea, la niña Probat toma un trozo del cristal y lo mete en el tablero de instrumentos de Cliffjumper, lo que le permite tener la energía suficiente para incapacitar a Deathsaurus en un estado de coma. De vuelta en Cybertron, Cliffjumper les miente a Prowl y Chromia acerca de que los recursos Energon del planeta se están agotando, para que nadie vuelva. Mientras tanto, los Probats celebran su libertad de volar y presentan una nueva estatua que honra a Cliffjumper.

### Capítulos 7–9
Gauge es un cura de los reversionistas, dirigido por su Planery, Heretech. También se la considera la más joven de todos los Cybertronianos y aprendió todas las instrucciones de tareas y devoción que se le dieron. Los Reversionistas abandonaron Cybertron a través del Éxodo después de que comenzara una nueva guerra. Sin embargo, Gauge descubrió recientemente un código misterioso con un mensaje oculto dentro de la nave, lo que la lleva a sospechar de los motivos de Heretech. Luego, Gauge decide buscar la sala de máquinas restringida, donde encuentra a Arcee y Greenlight, los responsables de enviarle ese mensaje.
Arcee y Greenlight usaron un parche psíquico en Gauge para restaurar sus recuerdos. Ella recuerda ser la Cybertroniana más joven bajo el cuidado de Arcee y Greenlight, pero después de que llegaron al Éxodo, los Reversionistas la capturaron y alteraron su memoria para convertirla en una de los suyos. Arcee y Greenlight advierten a Gauge que Plenary Heretech está planeando algo. Gauge ingresa al mainframe para encontrar información y libera a Arcee y Greenlight mientras escapa de los guardias de Accelerator. Pronto escucharon el anuncio de Heretech: está planeando matar a todos los Transformadores en Cybertron para que los Reversionistas puedan apoderarse del planeta.
Como Heretech planea usar un cañón de plasma para cambiar el estado geológico de Cybertron, Gauge aprovecha la oportunidad de usar un puesto de comunicaciones local para enviar un mensaje tanto a los Cybertronianos como a los Reversionistas sobre los planes de Heretech. Cuando intenta atacar a Arcee y Greenlight, Gauge extrae una masa de cristales de energon en bruto y los usa contra Heretech, incapacitándolo permanentemente. Mientras algunos Reversionistas reparan el Éxodo con Accelerator como su nuevo Plenario, Gauge y algunos otros deciden permanecer en Cybetron.

### Capítulos 10–12
Ultra Magnus es uno de los cuatro grandes generales durante la guerra contra la chispa triple. Recientemente, recibió un mensaje encriptado de Alpha Trion, quien desapareció en el Sector Decimus. En el extranjero en el Iacon y con la ayuda del teniente Chromedrome, interceptan una nave hostil sobre el planeta Kworia. Mientras busca en algunas colinas, la tripulación de Magnus encuentra un mensaje oculto: Trion estaba buscando antiguos artefactos Cybertronianos que quedaron después de la Era de la Expansión. Luego, Magnus explora el planeta solo, cuando encuentra algunos kworianos liderados por Spinister, un Cybertroniano que fue exiliado hace eones. Para sorpresa de Magnus, Spinister ya ha atacado a Iacon para hacerle una oferta: Spinister también quiere encontrar a Trion, que está atrapado en Black Spehere, un sistema solar rodeado por un enorme agujero negro. Magnus acepta a regañadientes después de que Spinister amenaza con matar a los miembros de su tripulación.
Al ingresar al Sistema de la Esfera Negra, la tripulación de Iacon detecta una señal del planeta Obsidar. Con la esperanza de buscar a Alpha Trion, Ultra Magnus ingresa solo al planeta y, después de enfrentarse a varios Obsidians, investiga la otra nave espacial, la Krm'zik de Kaon, pilotada por Octane, un traficante que contrabandeó partes del cuerpo después de la caída del Tether. Magnus se entera de que Trion hizo un trato con el jefe de Spinister, Soundblaster: a cambio de Energon, Soundblaster ayudará a Trion a buscar una nave de depósito Cybertroniana perdida. Luego, Magnus recibe una transmisión de holograma de Trion y Soundblaster, que están en otra nave espacial y están siendo atacados por una gran flota.
Ultra Magnus tiene una pelea con Soundblaster pero logra salvar a Alpha Trion y escapar del Black Sphere System. Sin embargo, Chromedome revela que estuvieron ausentes durante setenta ciclos. En su camino de regreso a Cybetron, la tripulación de Iacon recibió el mensaje de Megatron después de que cayera el Tether, lo que llevó a Magnus a reconsiderar su propia causa, pero Trion revela que estaba encontrando códigos secretos en los artefactos antiguos que buscaba para encontrarlos. redimir Cybertron. Mientras tanto, Soundblaster regresó a Cybertron sesenta y seis ciclos antes, habiendo recolectado suficientes materias primas para Shockwave para asegurar el futuro de los Decepticons.

## Lista de capítulos
| Capítulo | Escritor(es)                | Dibujante(s)                      | Colorista(s)      | Fecha de publicación     |
| -------- | --------------------------- | --------------------------------- | ----------------- | ------------------------ |
| #1       | Tyler Bleszinski            | Livio Ramondelli                  | Livio Ramondelli  | 25 de septiembre de 2019 |
| #2       | Tyler Bleszinski            | Livio Ramondelli                  | Livio Ramondelli  | 30 de octubre de 2019    |
| #3       | Tyler Bleszinski            | Livio Ramondelli                  | Livio Ramondelli  | 27 de noviembre de 2019  |
| #4       | Tyler Bleszinski            | Livio Ramondelli                  | Livio Ramondelli  | 19 de febrero de 2020    |
| #5       | Cohen Edenfield y Kate Leth | Alex Milne                        | Josh Perez        | 4 de marzo de 2020       |
| #6       | Cohen Edenfield y Kate Leth | Alex Milne                        | David Garcia Cruz | 25 de marzo de 2020      |
| #7       | Sam Maggs                   | Bethany McGuire-Smith             | Josh Burcham      | 8 de julio de 2020       |
| #8       | Sam Maggs                   | Bethany McGuire-Smith y Umi Miyao | Josh Burcham      | 12 de agosto de 2020     |
| #9       | Sam Maggs                   | Bethany McGuire-Smith             | Josh Burcham      | 26 de agosto de 2020     |
| #10      | Brandon M. Easton           | Andrew Griffith                   | Thomas Deer       | 16 de septiembre de 2020 |
| #11      | Brandon M. Easton           | Andrew Griffith                   | Josh Burcham      | 28 de octubre de 2020    |
| #12      | Brandon M. Easton           | Andrew Griffith                   | Josh Burcham      | 30 de diciembre de 2020  |

## Reception
| Capítulo | Fecha de publicación     | Calificación de la crítica | Reseñas de críticos | Ref.   |
| -------- | ------------------------ | -------------------------- | ------------------- | ------ |
| #1       | 25 de septiembre de 2019 | 7.4/10                     | 7                   | [ 18 ] |
| #2       | 30 de octubre de 2019    | 5.6/10                     | 3                   | [ 19 ] |
| #3       | 27 de noviembre de 2019  | 6.6/10                     | 4                   | [ 20 ] |
| #4       | 19 de febrero de 2020    | 8.1/10                     | 3                   | [ 21 ] |
| #5       | 4 de marzo de 2020       | 8.3/10                     | 4                   | [ 22 ] |
| #6       | 25 de marzo de 2020      | 8.3/10                     | 3                   | [ 23 ] |
| #7       | 8 de julio de 2020       | 7.6/10                     | 6                   | [ 24 ] |
| #8       | 12 de agosto de 2020     | 7.5/10                     | 3                   | [ 25 ] |
| #9       | 26 de agosto de 2020     | 9.0/10                     | 1                   | [ 26 ] |
| #10      | 16 de septiembre de 2020 | 7.4/10                     | 5                   | [ 27 ] |
| #11      | 28 de octubre de 2020    | 7.3/10                     | 3                   | [ 28 ] |
| #12      | 30 de diciembre de 2020  | 7.7/10                     | 3                   | [ 29 ] |
| Overall  |                          | 7.2/10                     | 48                  | [ 30 ] |